# Nenad Milosavljević
Nenad Milosavljević, serb. Ненад Милосављевић, znany jako Nesza Galija, serb. Неша Галија (ur. 6 lutego 1954 w Niszu) – serbski piosenkarz, muzyk, kompozytor i polityk. Znany z bycia liderem jugosłowiańskiego zespołu rockowego Galija. Członek Socjalistycznej Partii Serbii i deputowany Zgromadzenia Narodowego Republiki Serbii.

## Życiorys

### Kariera

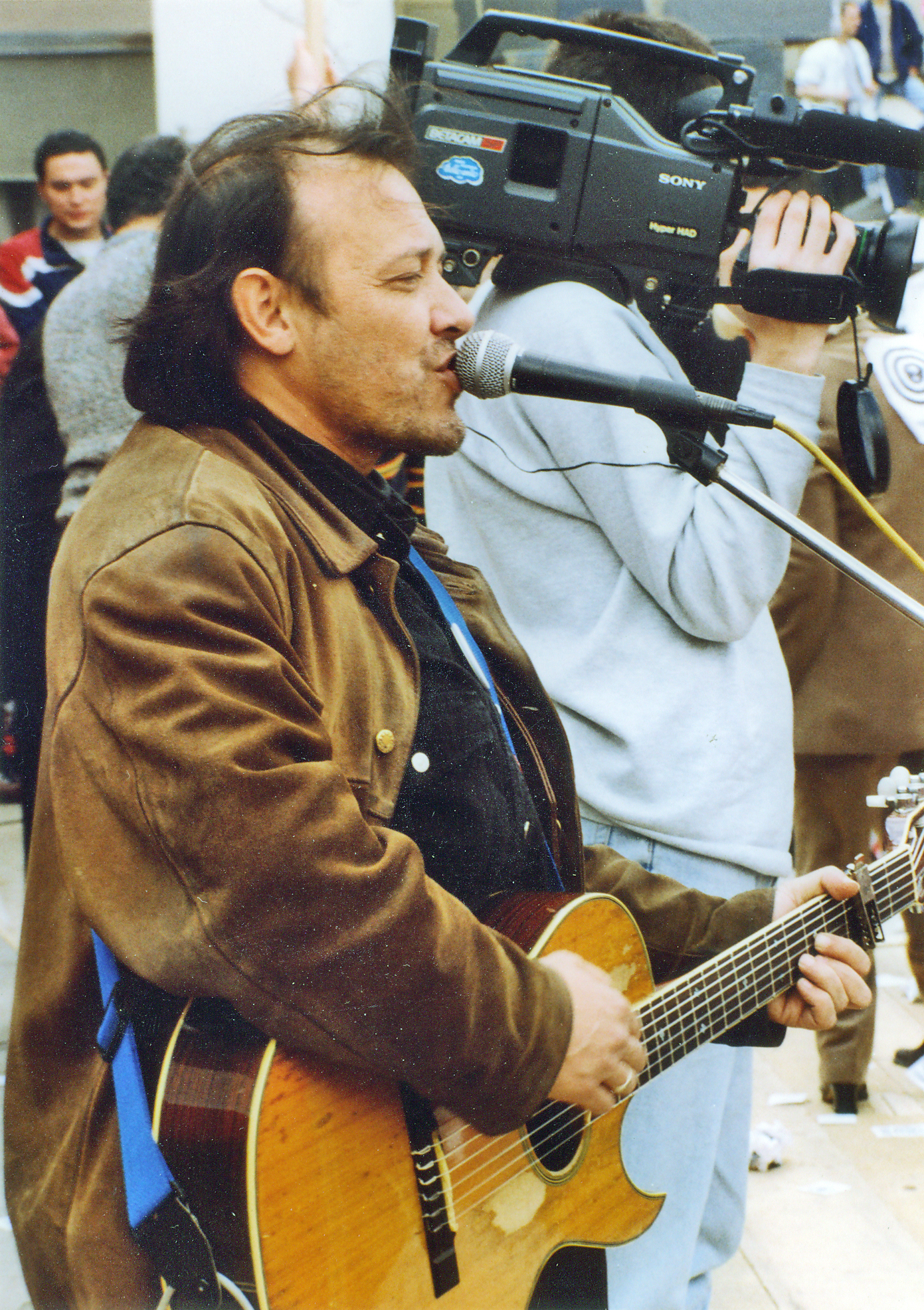
Nenad Milosavljević na proteście przeciwko agresji NATO na Serbię (1999)

W młodości był pod silnym wpływem ruchu hippisowskiego. Występował w parkach i na plażach wybrzeża morza Adriatyckiego, grając znane piosenki rockowe na gitarze akustycznej i harmonijce ustnej. W 1974 roku wziął udział w Festiwalu Młodzieżowym w Suboticy. W 1974 roku wystąpił także na festiwalu „Belgradzka wiosna” i zaczął pisać muzykę do spektakli teatralnych m.in. dla amatorskiego Teatru „Trzecia połowa”. Następnie zaczął występować w zespole Dva Lustera, a 11 kwietnia 1977 roku zagrali koncert Teatrze Narodowym w Niszu. W tym samym roku zespół zmienił nazwę na Galija, a dwa lata później wydali swój pierwszy album Prva plovidba wraz z nowym członkiem zespołu, Predragiem Milosavljevićem, bratem Nenada. W sumie wydali trzynaście albumów studyjnych i stali się jedną z najbardziej znanych grup rockowych w Jugosławii, a następnie w Serbii. W czasie kryzysu w Jugosławii w latach 90. XX w. Nenad Milosavljević i zespół Galija byli związani z Socjalistyczną Partią Serbii oraz jej byłym reżimem.
W marcu 2013 roku Nesza Galija wziął udział w krajowych eliminacjach do Eurowizji 2013 z piosenką  „Ружа од барута” i dostał się do finału eliminacji.
16 kwietnia 2014 roku Milosavljević został wybrany z listy SPS-PUPS-JS na deputowanego do Zgromadzenia Narodowego Republiki Serbii.

### Życie prywatne
Z pierwszego małżeństwa ma córkę Janę (ur. 1990), która studiowała aktorstwo w Nowym Sadzie i dwóch synów, Lukę (ur. 1992) oraz Žarko (ur. 2002).

## Dyskografia
- Prva plovidba (1979)
- Druga plovidba (1980)
- Ipak verujem u sebe (1982)
- Bez naglih skokova (1984)
- Digni ruku (1986)
- Daleko je Sunce (1988)
- Korak do slobode (1989)
- Istorija, ti i ja (1991)
- Karavan (1994)
- Trinaest (1996)
- Voleti voleti (1997)
- Južnjačka uteha (1999)
- Dobro jutro, to sam ja (2005)
- Mesto pored prozora (2010)

Skomponował także muzykę do filmu „Zona Zamfirova”.